# Bolitoglossa subpalmata
Bolitoglossa subpalmata es una especie de salamandras en la familia Plethodontidae.
Es endémica del centro y norte de Costa Rica.
Su hábitat natural son los montanos húmedos tropicales o subtropicales, tierras de pastos, plantaciones, jardines rurales y zonas previamente boscosas ahora muy degradadas.
Está amenazada de extinción debido a la destrucción de su hábitat.